# Blecha ježčí
Blecha ježčí (Archaeopsylla erinacei) je monoxenní ektoparazit ježků (rod Erinaceus), především ježka západního (Erinaceus europaeus), ježka východního (Erinaceus roumanicus), ježka maloasijského (Erinaceus concolor), ježka alžírského (Atelerix algirus) a ježka pustinného (Paraechinus aethiopicus).
Blecha ježčí je rozšířena především po Evropě a to i na Britských ostrovech, jihu Skandinávie, Apeninském i Pyrenejském poloostrově. Najdeme ji s příslušnými druhy ježků i v Turecku, na oblasti jihozápadního Ruska či v severní Africe, zejména na území Íránu a Alžírska.
Byla pojmenována v roce 1835 německým botanikem a entomologem Peterem Friedrichem Bouché.
Jde o běžného ektoparazita ježků rodu Erinaceus, kterého najdeme na ± 90 % ježků v oblasti střední Evropy. Průměrně jeden ježčí jedinec nese 6–7 desítek těchto blech, nicméně byly zaznamenány i případy, kdy na ježkovi bylo objeveno přes 1600 A. erinacei.
Studie provedená na domácích mazlíčcích v Německu na přelomu tisíciletí odhalila, že 14,60 % psů, 5,10 % koček bylo infikováno A. erinacei. Ježci, na druhou stranu, mohou být příležitostně infikováni druhy blech obvyklých u psů (Ctenocephalides canis), koček (Ctenocephalides felis), krtků (Hystrichopsylla talpae), potkanů (Nosopsyllus fasciatus) a jinými druhy (např. Ctenophthalmus agyrtes nebo Ctenophthalmus nobilis). Tyto fakultativní parazité nejsou uzpůsobeni reprodukci (a tedy i dlouhodobé infekci) na ježcích a v jejich peleších. Stejně je tomu naopak i pro A. erinacei, odrážejíc různorodé morfologické charakteristiky těchto druhů a jejich specializaci parazitování na konkrétním hostiteli se specifickým způsobem života.
Rod Archaeopsylla zahrnuje 2 druhy: A. erinacei a A. sinensis.

## Popis
A. erinacei má oválnou hlavu, genální hřebeny (lícní hřebeny, ctenidia) s 2–3 krátkými trny a pronotální (předohrudní) hřebeny s 5–6 trny. Žijí převážně na předních nohách, hlavě, krku a ventrální části těla hostitele.
Na hlavě A. erinacei najdeme ústní ústrojí, které je přizpůsobeno k propichování a sací činnosti, oči a tykadla. Oči blechy jsou jen malými fotosenzitivními skvrnami po obou stranách hlavy. Jde o adaptaci, která umožňuje snadný pohyb mezi chlupy nebo peřím hostitele. Antény blechy jsou krátké a zapuštěné do hlavy (aby nevyčnívaly), u A. erinacei minimálně viditelné. Hlava může také obsahovat hřebenovité struktury (ctenidia), které směřují dozadu a vyčnívají ventrálně z hlavy, což je adaptace, která brání snadnému odstranění blechy z chlupů, mezi‑bodliní a kůže ježka při čištění nebo úpravě bodlin.
A. erinacei jako zástupce řádu Siphonaptera mají 6 nohou (3 páry), přičemž dva přední páry jsou mírně kratší než zadní pár. Blecha ježčí se oproti jiným druhům blech vyznačuje plochým a poměrně hladkým povrchem těla s výrazně prodlouženými končetinami (zjevné adaptace na parazitování na jejich hostiteli).
Dosahují délky těla 2 až 3,5 mm.

## Životní cyklus
Reproduktivní cyklus blech je spjatý s jejich hostitelskou specificitou. Dospělé blechy A. erinacei se živí krví svého hostitele. Životní cyklus blech, od vajíčka přes tři larvální stádia, stadium kukly až po dospělou formu, může být dokončen během dvou týdnů. Za nepříznivých podmínek se však může prodloužit na několik měsíců.
Samice blechy klade vajíčka do hnízdního materiálu hostitele (ježka). Po vylíhnutí se larvy A. erinacei živí trusem dospělých blech, který obsahuje usušenou krev, a dalšími materiály v hnízdě. Poté se zakuklí a dospělé blechy se z kukel vylíhnou po několika dnech, přičemž délka tohoto procesu závisí na teplotě a dalších faktorech.

## Výskyt mimo Evropu
Blecha ježčí je abundantní v palearktickém regionu, zejména Evropě (včetně Britských ostrovů), západní Asii a severní Africe. Zajímavostí je, že na Novém Zélandu se vyskytuje ježek západní jako invazivní druh, nicméně tamní populace těchto ježků je zcela zbavena A. erinacei. Jako pravděpodobný důvod absence blech na novozélandské populaci ježků evropského původu je uváděno, že zřejmě nepřežili dlouhou cestu po moři z Evropy.

## Charakteristika infestace
Ve studii provedené v Íránu na populaci E. europaeus byl nejhojnější výskyt A. erinacei v červnu a vykazoval významné rozdíly mezi jednotlivými ročními obdobími. Dle stejné studie se míra infestace A. erinacei nelišila mezi malými, středními a velkými ježky. Nebyl zjištěn žádný rozdíl v míře infestace blechami mezi samci a samicemi ježků, naopak mezi samci a samicemi blech A. erinacei byl zjištěn významný rozdíl (p < 0,05).
Když jsou lidé příležitostně napadeni A. erinacei, její kousnutí může způsobit změny na lidské pokožce v místech vpichu. Blechy často koušou na více místech, což vede k intenzivnímu svědění. Tento druh blechy působí jako vektor různým mikroorganizmů, jimiž jsou např. Rickettsia felis (obligátní intracelulární bakterie způsobující u lidí onemocnění podobné murinnímu tyfu), Bartonella henselae a Rickettsia helvetica. Studie z roku 2021 prokázala na populaci ježků z oblasti jižní Itálie, že A. erinacei slouží i jako vektor pro rod gramnegativních bakterií Wolbachia s vysokou mírou prevalence (± 95 %).
V jaké míře tento druh blechy infikuje člověka není, nicméně, zcela prozkoumáno. Silná infestace může u ježka způsobovat svědění (pruritus), oslabení a anémii.

## Poddruhy
Na základě morfologických kritérií byly v rámci rodu Archaeopsylla (Pulicidae) popsány dva druhy: Archaeopsylla sinensis a A. erinacei se dvěma poddruhy:
1. Archaeopsylla erinacei erinacei
2. Archaeopsylla erinacei maura

Samčí jedinci A. e. erinacei vykazují největší délku basimeru, která odpovídá vzdálenosti od báze trnu na genálním výběžku k přednímu okraji oka, zatímco samčí jedinci A. e. maura vykazují největší délku basimeru, která odpovídá vzdálenosti od báze trnu na hrotu genálního výběžku k přednímu okraji hlavy.
Samice A. e. erinacei mají osmý abdominální tergit nesoucí dvě boční bradavky blíže k bázi a sedmý sternit obvykle s pěti bočními bradavičkami na obou stranách, zatímco samice A. e. maura mají pouze jednu bradavku na osmém abdominálním tergitu a sedmý sternit obvykle nese čtyři boční bradavky na obou stranách.
Zurita et. al (2017) nicméně argumentují, že na rozdíl od samčích zástupců A. erinacei není délka basimery a geografická lokalita dobrým rozdělovacím parametrem pro samice tohoto rodu. Na základě fylogenetické a molekulární studie dvou jaderných markerů (ITS1, ITS2) a dvou mitochondriálních markerů (cox1 a cytb), stejně jako zřetězených sekvencí obou poddruhů, byla zjištěna existence dvou geografických genetických linií u A. erinacei, které odpovídají dvěma odlišným druhům: A. e. erinacei (Korsika, Francie) a A. e. maura (Sevilla, Španělsko). Autoři této studie uvádějí, že u A. erinacei ze stejné geografické lokality nebyly prokázány rozdíly v jaderných markerech ITS1 a ITS2 navzdory morfologické rozdílnosti studovaných blech.